# Густавув (гміна Стомпоркув)
Густавув (пол. Gustawów) — село в Польщі, у гміні Стомпоркув Конецького повіту Свентокшиського воєводства.
Населення — 402 особи (2011).
У 1975-1998 роках село належало до Келецького воєводства.

## Демографія
Демографічна структура на день 31 березня 2011 року:
|          | Загалом | Допрацездатний вік | Працездатний вік | Постпрацездатний вік |
| -------- | ------- | ------------------ | ---------------- | -------------------- |
| Чоловіки | 204     | 45                 | 137              | 22                   |
| Жінки    | 198     | 27                 | 120              | 51                   |
| Разом    | 402     | 72                 | 257              | 73                   |